# Goran Šaula
Goran Šaula (cyr.: Гopaн Шaулa, ur. 1 września 1970 w Nowym Sadzie) – serbski piłkarz występujący na pozycji obrońcy. Reprezentant Jugosławii.

## Kariera klubowa
Šaula karierę rozpoczynał w sezonie 1990/1991 w Vojvodinie, grającej w pierwszej lidze jugosłowiańskiej. Po rozpadzie Jugosławii, od sezonu 1992/1993 wraz z Vojvodiną występował w pierwszej lidze FR Jugosławii. W latach 1991–1996, przez pięć sezonów z rzędu, zajął 3. miejsce w lidze. W 1996 roku przeszedł do hiszpańskiego klubu SD Compostela. W Primera División zadebiutował 1 września 1996 w przegranym 0:6 meczu z CD Tenerife. W sezonie 1997/1998 spadł z zespołem do Segunda División, a w 2000 roku zakończył karierę.

## Kariera reprezentacyjna
W reprezentacji Jugosławii Šaula zadebiutował 23 grudnia 1994 w przegranym 0:2 towarzyskim meczu z Brazylią. W latach 1994–1996 w drużynie narodowej rozegrał 8 spotkań.